# Uvaria chinensis
Uvaria chinensis är en kirimojaväxtart som beskrevs av Henry Fletcher Hance och Carl Ernst Otto Kuntze. Uvaria chinensis ingår i släktet Uvaria och familjen kirimojaväxter. Inga underarter finns listade i Catalogue of Life.